# Бакланово (Вожегодский район)
Бакланово — деревня в Вожегодском районе Вологодской области.
Входит в состав Вожегодское городское поселение, с точки зрения административно-территориального деления — в Вожегодский сельсовет.
Расстояние до районного центра Вожеги по автодороге — 12 км. Ближайшие населённые пункты — Оносиха, Окуловская-2, Еленская, Родионовская.
По данным переписи в 2002 году постоянного населения не было.